# Urs Allemann
Urs Allemann (* 1. April 1948 in Schlieren; † 24. November 2024 in Goslar) war ein Schweizer Schriftsteller und Journalist.

## Leben
Allemann wurde 1948 in Schlieren bei Zürich geboren, wuchs aber in Bonn und Berlin auf. Er studierte Germanistik und Anglistik an der Universität Marburg und Soziologie und Sozialpsychologie an der Universität Hannover. Von 1975 bis 1976 war er Redakteur der Zeitschrift Theater heute. Von 1986 bis 2005 war er Redaktor für Literatur am Feuilleton der Basler Zeitung.
Allemann lebte ab 2013 in Goslar und arbeitete als freier Schriftsteller und Poesie-Performer, der eigene Werke, aber auch die von Dichtern wie Robert Walser, Ernst Jandl, Oskar Pastior und Dieter Roth vortrug. Er war Mitglied des Verbandes der Autorinnen und Autoren der Schweiz.

## Werk

### Skandalautor
Urs Allemann, der schon am Ingeborg-Bachmann-Preis 1987 in Klagenfurt teilgenommen hatte, löste beim Lesewettbewerb 1991 mit seinem Prosatext Babyficker einen Skandal aus: Man warf dem Autor nach seiner Lesung vor, er präsentiere in diesem Text in zynischer Weise die Wunschfantasie eines Pädophilen. In einer nicht endenwollenden Litanei wird von einem in einer Mansarde eingeschlossenen Ich-Erzähler, der von Babys in Waschkörben umstellt ist, der Satz variiert: „Ich ficke Babys. Also bin ich vielleicht.“
Allemann gewann trotz der heftigen Kritik an seinem Text den Preis des Landes Kärnten. Die FPÖ-Kultursprecherin und Zweite Landtagspräsidentin Kärntens, Kriemhild Trattnig, griff daraufhin die Jury des Wettbewerbs öffentlich an, nannte Allemanns Text „die grösste preisgekrönte Schweinerei“ und sagte:
„Der Text ist so arg, dass man nicht weiß, ob man ihn dem Irrsinn, der Provokation oder der tolldreisten Verkommenheit des Autors zurechnen soll.“
Hellmuth Karasek, einer der Juroren des Wettbewerbs, verteidigte den Text:
„Muß man einen solchen Text wie den von Urs Allemann, darf man einen Text mit dem Titel Babyficker preiskrönen? Ich war in Klagenfurt einer der Juroren, der von Anfang an für Allemanns Text gestimmt hat. Ich gestehe, ich hätte dem Text sogar den ersten Preis, den Bachmann-Preis, gewünscht. Warum? Einmal, weil es in Klagenfurt keinen stärkeren Text gab. Hätte es einen ähnlich künstlerisch überzeugenden Text über ein Feld mit Mohnblumen oder ein junges Paar bei der Trauung in einer Wallfahrtskirche gegeben, ich hätte ihn dem ‚Babyficker‘ mit Freude vorgezogen. Die Kunst ist über jeden Inhalt groß, sagt Rilke. Sie ist dennoch untrennbar mit ihrem Inhalt verbunden. Allemanns Text ist als Provokation gedacht, konsequent gedacht und ebenso geschrieben. Literatur muß die Grenze, an die sie mit ihren Phantasien und Erfahrungen stößt, immer wieder suchen, sie darf nicht da stehenbleiben, wo sie schon zu Hause ist.“
Das Literaturhaus Bremen kam ebenfalls zu einer positiveren Deutung, die den Text als Rollenprosa versteht:
„Vermutlich muss das Werk […] als Versuch Allemanns verstanden werden, seinen persönlichen, sprachlichen Obsessionen Ausdruck zu verleihen, mit denen er einem persönlichen Gefühl der Irrealität gegenüber der Alltagssprache begegnet.“

### Lyriker
Seit 2001 veröffentlichte Allemann Gedichtbände, in denen er tradierte Poesieformen auf eigenwillige Art wiederbelebte: Zwar hielt er sich streng an die Vorgaben der Gedichtformen, dekonstruierte sie aber zugleich und schilderte in ihnen diffuse Gewalt- und Zerstörungsfantasien, die sich letztlich auch gegen die Sprache selbst wenden. Diese Technik wandte er 2001 in Holder die Polder auf die antiken, Klopstockschen und Hölderlinschen Oden und Elegien und 2003 in schœn! schœn! auf das Sonett an.
Auch sein dritter Gedichtband Im Kinde schwirren die Ahnen (2008) ist ein Formexperiment: Die 52 Gedichte sind ihren Anfangsbuchstaben nach streng von A bis Z geordnet. In diesem Gedichtband setzt sich Allemann mit den poetischen Gattungen und ihrer Geschichte auseinander, konzentriert sich aber noch stärker als in seinen vorigen Lyrikbänden darauf, tradierte Texte in phonetische und semantische Einzelteile zu zerlegen. Der Titel des Bandes ist ein verfremdetes Zitat aus Hölderlins Gedicht Hälfte des Lebens (Im Winde klirren die Fahnen); diese oft von Allemann angewendete Technik nennt der Autor Überschreibung:
„Die Überschreibung ist ein extremes Verfahren der Auseinandersetzung mit Ahnen-Texten: Es ermöglicht, gleichzeitig äußerste Nähe und äußerste Distanz zur Vorlage herzustellen. Silbe für Silbe überschreibt die Überschreibung das Überschriebene mit einem Reim und stellt so ein Neues, Ungereimtes her.“
Die Rezitation seiner eigenen lautpoetischen Gedichte, die jedoch nicht reine Onomatopoie sind, sondern vielfältige Bedeutungsangebote liefern, hat durch ihre musikalische Dimension besonderen Unterhaltungswert.

## Werke
- Fuzzhase. Gedichte. Ammann, Zürich 1988, ISBN 978-3-250010-27-2.
- Öz & Kco. Sieben fernmündliche Delirien. Ammann, Zürich 1990, ISBN 978-3-250010-39-5.
- Babyficker. Erzählung. Deuticke, Wien. 1992, ISBN 978-3-216300-12-6.
- Der alte Mann und die Bank. Ein Fünfmontagsgequassel. Deuticke, Wien 1993, ISBN 978-3-216300-51-5.
- Holder die Polder. Oden, Elegien, Andere. Engeler Verlag, Basel, Weil am Rhein und Wien 2001, ISBN 978-3-905591-18-7.
- schœn! schœn! Gedichte. Engeler Verlag, Basel und Weil am Rhein 2003, ISBN 978-3-905591-60-6.
- Im Kinde schwirren die Ahnen. 52 Gedichte Mit CD (Lesung der Gedichte durch den Autor). Engeler, Basel und Weil am Rhein 2008, ISBN 978-3-938767-39-9.
- In Sepps Welt. Gedichte und ähnliche Dinge. Klever Verlag, Wien 2013, ISBN 978-3-902665-55-3.
- Carruthers-Variationen. Klever Verlag, Wien 2022, ISBN 978-3903110786.

## Auszeichnungen
- 1991: Preis des Landes Kärnten im Rahmen des Ingeborg-Bachmann-Wettbewerbs
- 2012: Heimrad-Bäcker-Preis[8]
- 2014: Schweizer Literaturpreis[9] für In sepps welt. Gedichte und ähnliche dinge
- 2024: Erich-Fried-Preis[10]